# Higinio Uriarte
Higinio Uriarte y García del Barrio (1843 – 1909) è stato un politico paraguaiano, presidente del Paraguay dal 12 aprile 1877 al 25 novembre 1878.
Uriarte studiò a Buenos Aires e tornò in Paraguay nel 1870, entrando in politica. Fu senatore, presidente della Camera dei deputati, poi ancora deputato e senatore nel Congresso eletto l'8 dicembre 1871. Nominato ministro residente in Brasile (1874), fu richiamato poco dopo per essere vicepresidente con Juan Bautista Gill.
Divenuto presidente per il resto del mandato dopo l'assassinio di Gill, Uriarte affrontò numerosi tentativi di ribellione con una dura repressione che riempì le carceri di prigionieri e costò la vita all'ex presidente Facundo Machaín. Stabilì il confine con l'Argentina nel Chaco Boreal, grazie alla mediazione del presidente statunitense Rutherford Birchard Hayes, e fondò il Banco del Paraguay. Prima della scadenza del mandato di Uriarte fu fondato il Club Libertad, per appoggiare la candidatura del suo successore, Cándido Bareiro.